# Yelizaveta Kulichkova
Yelizaveta Dmítrievna Kulichkova  (en ruso: Елизавета Дмитриевна Куличкова; nacida el 12 de abril de 1996 en Novosibirsk) es una tenista profesional.
Kulichkova ha ganado tres títulos de individuales de la ITF en su carrera. 
El 22 de febrero de 2016, alcanzó su mejor ranking mundial al llegar al número 87. El 18 de abril de 2016, lo hizo en dobles con el número 312.
Kulichkova fue clasificada como la tenista junior número tres del mundo en mayo de 2012.
En enero de 2014, en una impresionante actuación ganó el Abierto de Australia categoría junior individuales al derrotar a la croata Jana Fett por 6-2 y 6-1. También ganó el Abierto de Australia categoría junior dobles junto a la ucraniana Anhelina Kalinina como pareja.

## Títulos Grand Slam junior

### Individuales
| Año  | Campeonato           | Superficie | Oponente en la final | Resultado de la final |
| ---- | -------------------- | ---------- | -------------------- | --------------------- |
| 2014 | Abierto de Australia | Dura       | Jana Fett            | 6-3, 6-0              |

### Dobles
| Año  | Campeonato           | Superficie | Pareja            | Oponentes en la final       | Resultado de la final |
| ---- | -------------------- | ---------- | ----------------- | --------------------------- | --------------------- |
| 2014 | Abierto de Australia | Dura       | Anhelina Kalinina | Katie Boulter Ivana Jorović | 6-4, 6-2              |

## Títulos

### ITF

#### Individual (6)
| Leyenda            |
| ------------------ |
| Torneo de $100 000 |
| Torneo de $75 000  |
| Torneo de $50 000  |
| Torneo de $25 000  |
| Torneo de $15 000  |
| Torneo de $10 000  |

| N.º | Fecha                   | Torneo      | Superficie | Rival en la final | Resultado de la final |
| --- | ----------------------- | ----------- | ---------- | ----------------- | --------------------- |
| 1.  | 23 de abril de 2012     | Antalya     | Dura       | Dalila Jakupovič  | 7–5, 6–2              |
| 2.  | 8 de julio de 2013      | Estambul 5  | Dura       | Kateryna Kozlova  | 6–3, 4–6, 6–0         |
| 3.  | 30 de diciembre de 2013 | Hong Kong   | Dura       | Zarina Dias       | 6–2, 6–2              |
| 4.  | 16 de junio de 2014     | Lenzerheide | Arcilla    | Louisa Chirico    | 7-5, 6-2              |
| 5.  | 13 de octubre de 2014   | Bangkok     | Dura       | Lesley Kerkhove   | 6-1, 6-0              |
| 6.  | 23 de marzo de 2015     | Quanzhou    | Dura       | Jeļena Ostapenko  | 6-1, 5-7, 7-5         |

#### Finalistas (2)
| N.º | Fecha               | Torneo   | Superficie | Rival en la final | Resultado de la final |
| --- | ------------------- | -------- | ---------- | ----------------- | --------------------- |
| 1.  | 22 de abril de 2013 | Estambul | Dura       | Donna Vekić       | 4-6, 6-7(4)           |
| 2.  | 27 de enero de 2014 | Burnie   | Dura       | Misa Eguchi       | 6-4, 2-6, 3-6         |

#### Dobles (0)
| Leyenda            |
| ------------------ |
| Torneo de $100 000 |
| Torneo de $75 000  |
| Torneo de $50 000  |
| Torneo de $25 000  |
| Torneo de $15 000  |
| Torneo de $10 000  |

#### Finalistas (1)
| N.º | Fecha                   | Torneo | Superficie  | Pareja            | Rival en la final                   | Resultado de la final |
| --- | ----------------------- | ------ | ----------- | ----------------- | ----------------------------------- | --------------------- |
| 1.  | 18 de noviembre de 2013 | Bucha  | Carpeta (i) | Anhelina Kalinina | Sofia Shapatava Anastasia Vasílieva | 6–7(4), 2–6           |